# Polina Winogradowa
Polina Winogradowa (ur. 27 listopada 1993 w Petersburgu) – rosyjska tenisistka.
Tenisistka występująca głównie w turniejach rangi ITF od 2008 roku. W maju 2009 roku dotarła do finału turnieju ITF w Petersburgu, ale pierwszy sukces odnotowała dwa lata później, wygrywając turniej w grze pojedynczej w Bredzie. W sumie w latach 2009–2013 osiągnęła trzynaście finałów w grze pojedynczej, z których wygrała osiem. Na swoim koncie ma także wygrane dwa turnieje w grze podwójnej.
Najwyższy ranking w karierze, miejsce 198, odnotowała w kwietniu 2014 roku.

## Wygrane turnieje rangi ITF
| turnieje z pulą nagród 100 000 $ |
| turnieje z pulą nagród 75 000 $  |
| turnieje z pulą nagród 50 000 $  |
| turnieje z pulą nagród 25 000 $  |
| turnieje z pulą nagród 15 000 $  |
| turnieje z pulą nagród 10 000 $  |

### Gra pojedyncza
|    | Data       | Turniej        | Kat. | ($)    | Naw.     | Finalistka            | Wynik            |
| 1. | 26/06/2011 | Breda          | ITF  | 10 000 | ziemna   | Lesley Kerkhove       | 6:2, 1:6, 6:2    |
| 2. | 20/08/2011 | Petersburg     | ITF  | 10 000 | ziemna   | Tatiana Kotelnikowa   | 3:6, 6:2, 6:1    |
| 3. | 15/10/2011 | Astana         | ITF  | 10 000 | twarda   | Aleksandra Artamonowa | 6:3, 6:2         |
| 4. | 24/02/2013 | Szarm el-Szejk | ITF  | 10 000 | twarda   | Clothilde de Bernardi | 6:2, 6:7(7), 6:2 |
| 5. | 19/05/2013 | Monzon         | ITF  | 10 000 | twarda   | Nuria Párrizas Díaz   | 6:1, 6:1         |
| 6. | 25/08/2013 | Petersburg     | ITF  | 25 000 | ziemna   | Sopia Szapatawa       | 6:4, 7:6(2)      |
| 7. | 24/11/2013 | Bucza          | ITF  | 25 000 | dywanowa | Anhelina Kalinina     | 4:6, 6:3, 6:4    |
| 8. | 25/05/2015 | Moskwa         | ITF  | 25 000 | ziemna   | Carolin Daniels       | 6:7(7), 6:3, 6:1 |